# IC 4623
IC 4623 est une galaxie spirale relativement éloignée et située dans la constellation d'Hercule à environ 437 millions d'années-lumière de la Voie lactée. Cette galaxie a été découverte par l'astronome français Stéphane Javelle en 1903.
IC 4263 présente une large raie HI. Selon la base de données Simbad, IC 4623 est une radiogalaxie.